# プラナカン博物館
プラナカン博物館 (ぷらなかんはくぶつかん、英語: Peranakan Museum)は、プラナカン文化に特化した、シンガポールの博物館。アジア文明博物館の姉妹博物館であり、かつての海峡植民地であったシンガポール、マラッカ、ペナン、および東南アジアのその他のプラナカン・コミュニティにおけるプラナカン文化を調査する、世界初の博物館である。アルメニアン通りの旧道南学校の建物を使用し、アジア文明博物館の芸術品コレクションのための拡張ウィングとして用いられていた。

## 開館の経緯
2006年1月1日、当時ACM 1として知られていた博物館は、アルメニアン通りのウィングの大規模な改修のため閉鎖された。閉鎖の際に博物館の運営陣は、旧道南学校のスペースの新しいショーケースについて、子ども博物館や中国陶器博物館よりもプラナカン文化をテーマとすることを選択した。このことにより、プラナカンの芸術作品や陶器を収集する特徴的で包括的な、年間11万2,000人の来場客を集める博物館となった。またこの改修によって展示スペースが25パーセント拡大し、プラナカンの家庭や生活の多様な側面を異なる文脈から展示することが可能となった。さらに、建物に隣接する4軒のショップハウスを、プラナカンをテーマとする食堂や店舗とする計画も含まれている。
プラナカンの生活をテーマとする10の常設ギャラリーを持つ同博物館は、2008年4月25日に正式に開館した。同博物館の中心的な展示物はプラナカンのウェディング・ベットで、これはかつてペナン島出身のクア・ホンチアム夫人 (Quah Hong Chiam) が所持していたものである.。

## 館内の構成
各階にギャラリーが配置されている。
- 1階：ギャラリー1
- 2階：ギャラリー2-5
- 3階：ギャラリー6-10および特別展示ギャラリー

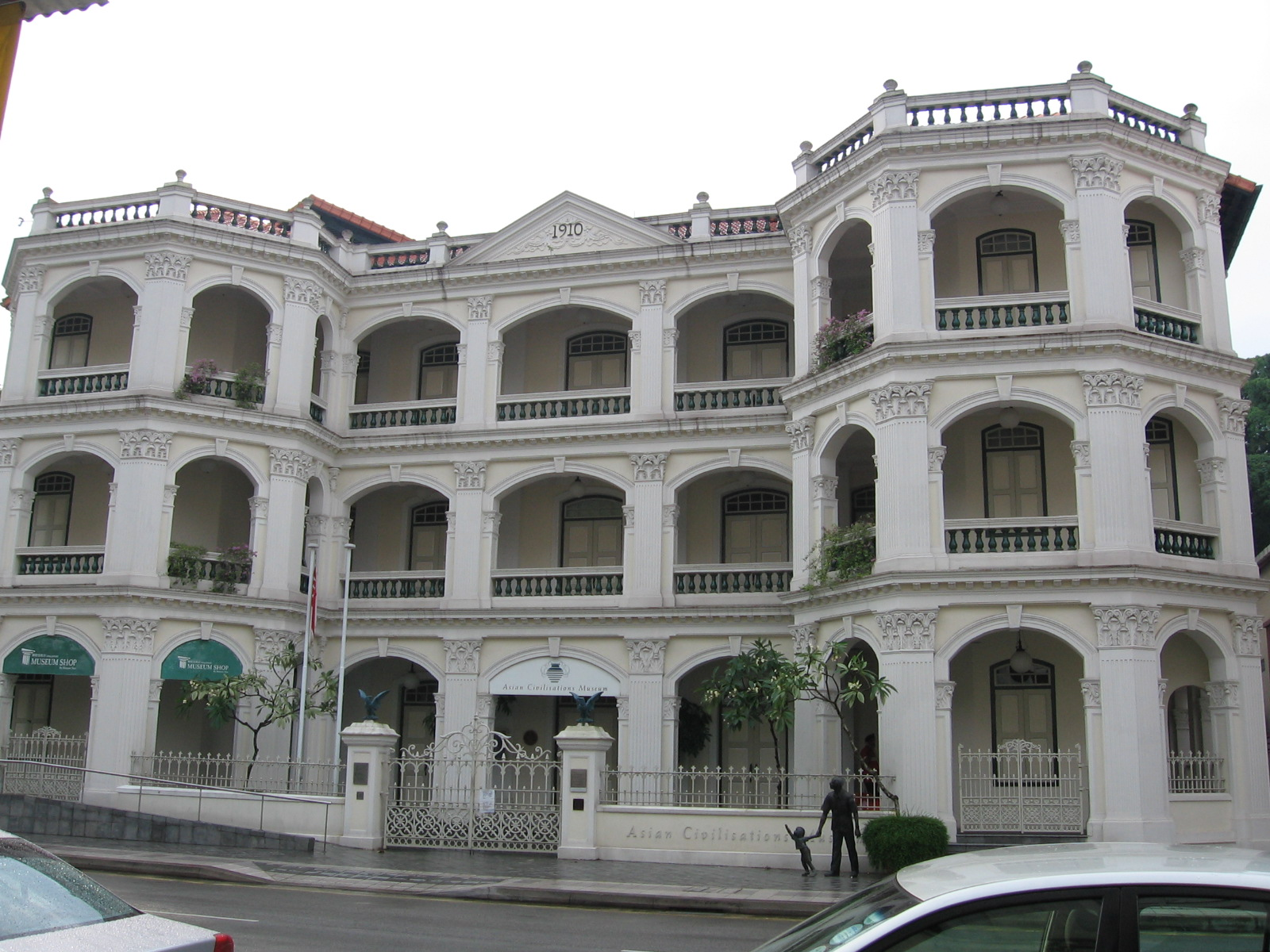
旧道南学校のプラナカン博物館

### 1階
ギャラリー1は「起源」と題し、シンガポール、マラッカ、ペナン、その他の東南アジアのプラナカン・コミュニティとプラナカン文化を紹介している。隣の展示室では、12日間続く伝統的なプラナカンの結婚式の物語を知ることができる。ここでは、ラップ・チャイ (lap chai, 贈与物の交換) やチウ・ザウ (chiu thau, 成人) のような重要な儀礼が展示されている。

### 2階
2階では、結婚式の寝室や室内における婚礼の行列が解説されている。

### 3階
ギャラリー6「ノニャ」 (Nonya) では、ノニャである彼女たちの服 (Nonya kebaya) に施されているようなビーズ細工の芸術作品や手芸品、およびその文化的価値をプラナカンの子供たちに伝承する彼女たちの役割が展示されている。
ギャラリー7「宗教」は、プラナカンの信仰を展示している。
ギャラリー8「公共生活」は、シンガポール史における著名なプラナカンの商売、政治、社会関係を描写している。
ギャラリー9「食と供宴」は、ノニャの磁器の食器セットが展示されている。
ギャラリー10「対話」では、視覚的な展示によって、近代のプラナカンが自らを省みるとともに、過去の遺産と文化の将来についてどのように感じているのかを結論付けている。また、特別展示ギャラリーでは、その時の特定のテーマに基づいて展示物が変化している。

## 過去の特別展示
- 2014年：Auspicious Designs: Batik for Peranakan Altars
- 2013年：Luminous Depths
- 2012年：“Emily of Emerald Hill”: Singaporean Identity on Stage
- 2011年：Sarong Kebaya : Peranakan Fashion and its International Sources Exhibition
- 2010年：Ramayana Revisited: A Tale of Love & Adventure
- 2009年：Serenity in Stone: The Qingzhou Discovery, Baba Bling: The Peranakans and Their Jewellery